# Quan hệ xâm nhập bằng tay

Người đàn ông đang kích thích bằng tay cho âm hộ người bạn tình của mình

Quan hệ xâm nhập bằng tay (tiếng Anh: fingering) hay kích thích bằng tay là hành động dùng bàn tay hay ngón tay kích thích tình dục cho âm hộ, âm đạo hay hậu môn. Kích thích bằng tay giúp tạo hưng phấn hoặc khởi động cho việc quan hệ tình dục; là một phần của tình dục không xâm nhập hoặc có xâm nhập. Việc tự kích dục bằng tay cho chính bản thân mình có thể coi là một dạng thủ dâm.
Một khái niệm tương đồng là handjob, chỉ hành động dùng tay kích thích dương vật cho người khác.

## Kích thích

### Âm hộ
Các bộ phận của âm hộ đặc biệt là âm vật là vùng kích thích tình dục. Mát xa âm hộ và đặc biệt là mát xa âm vật là cách phổ biến nhất để phụ nữ đạt được cực khoái. Nhiều nghiên cứu cho thấy 70-80% phụ nữ yêu cầu kích thích âm vật trực tiếp để đạt được cực khoái. Quy đầu âm vật hoặc trục âm vật có thể được mát xa, thường là qua da của bao trùm âm vật, mát xa lên xuống, từ bên này sang bên kia hoặc mát xa theo chuyển động tròn. Phần còn lại của bộ phận sinh dục cũng được kích thích bằng cách dùng ngón tay như phần môi âm hộ. Thay đổi tốc độ và áp lực để làm tăng kích thích.

### Âm đạo
Trong khi âm đạo nói chung không nhạy cảm, đoạn phần ba phía dưới của âm đạo (khu vực gần cửa mình) có tập trung các đầu dây thần kinh có thể mang lại cảm giác khoái cảm nếu được kích thích trong lúc sinh hoạt tình dục.
Móc âm đạo thường được thực hiện để cố gắng kích thích một khu vực được gọi là "điểm G". Điểm G nằm ở phía trên thành trước của âm đạo khoảng 5 cm (2,0 in) hướng về phía rốn. Nó được mô tả là được nhận biết bởi các đường gờ và kết cấu hơi thô hơn so với các thành khoang âm đạo giống như đệm xung quanh nó. Móc ngón tay vào điểm này có thể kích thích trực tiếp tuyến Skene, thường được coi là một phương pháp có thể dẫn đến xuất tinh ở nữ giới.
Một số phụ nữ đã chú ý cách tiếp cận "gần đến" như một chất xúc tác quan trọng để đạt cực khoái. Kỹ thuật này liên quan đến việc ngón giữa, đôi khi bổ sung ngón trỏ hoặc ngón áp út, làm một cử chỉ tay như "đến đây" với lòng bàn tay hướng lên trên về phía xương mu của người nữ. Các chuyên gia y tế ra lời khuyên nên rửa tay trước khi tiếp xúc với âm đạo, để đảm bảo vệ sinh đúng cách, đặc biệt khi di chuyển giữa các lỗ khác nhau.
Mát xa âm hộ lẫn âm đạo có thể thực hiện từ phía sau, như trong tư thế chổng mông. Có thể kết hợp việc sử dụng sex toy, dùng 1 máy rung đặt lên âm vật, trong khi ngón tay thọt vào âm đạo để móc điểm G. Móc cua cũng có thể kết hợp một tay bóp vú chạm vào mu, bụng, đùi người nữ để tăng phần khoái cảm.

### Hậu môn
Móc lỗ hậu môn  có thể thú vị vì số lượng lớn các đầu dây thần kinh ở vùng hậu môn và sự kích thích từ việc kéo căng cơ vòng hậu môn khi đưa ngón tay vào. Nên sử dụng chất bôi trơn chất lượng tốt để vừa tăng cảm giác sung sướng vừa hỗ trợ việc đưa ngón tay thọt vào. Một số người đơn giản chỉ thích kích thích vòng ngoài của hậu môn, trong khi một số người khác muốn đưa một hoặc nhiều ngón tay vào. Dùng ngón tay để kích thích có thể được coi là một hành động dạo đầu đầy kích thích của việc quan hệ tình dục qua đường hậu môn. Móc hậu môn có thể khơi dậy cảm giác người nhận, cho phép họ thả lỏng hậu môn và chuẩn bị cho việc đưa dương vật hoặc bất kỳ dụng cụ tình dục nào khác vào hậu môn.
Móc hậu môn cũng là một cách hiệu quả để kích thích tuyến tiền liệt ở nam giới và do đó có thể khiến người nhận đạt cực khoái. Móc hậu môn cũng có thể kích thích lớp đệm đáy chậu ở phụ nữ.

## An toàn và tấn công tình dục
Móc ngón tay thường được coi là quan hệ tình dục an toàn miễn là không có vết thương hở trên các ngón tay. Các móng tay nên được cắt và giũa; móng tay dài, sắc nhọn hoặc lởm chởm có thể gây ra vết xướt, thương tích hoặc nhiễm trùng nặng. Nếu có vết xướt nhiễm trùng hoặc vết thương hở trên ngón tay, cần phải bảo vệ và chăm sóc một cách cẩn thận. Nếu dùng bao cao su ngón tay chúng có thể bị tuột ra và nằm lại bên trong lỗ vừa móc. Tay cần được rửa kỹ bằng xà phòng và nước ấm trước khi thực hiện bất kỳ hoạt động nào khác để tránh lây lan vi khuẩn hoặc vi trùng. Khi kích thích cả hậu môn và âm đạo, nên sử dụng găng tay cao su riêng cho từng phần để tránh lây nhiễm chéo.
Cách thức thâm nhập bằng ngón tay không có sự đồng thuận được phân loại về mặt pháp lý tùy thuộc vào khu vực tài phán. Ví dụ, việc dùng ngón tay xâm nhập vào âm đạo hoặc hậu môn mà không được sự đồng ý của người khác được gọi là "cưỡng hiếp" ở Úc và "cưỡng hiếp thô bạo" ở Mỹ. Ở Scotland, thuật ngữ "cưỡng hiếp" chỉ được sử dụng cho sự thâm nhập bằng dương vật, trong khi xâm nhập bằng ngón tay được coi là "tấn công tình dục bằng cách thâm nhập".